# Pareques viola
Pareques viola är en fiskart som först beskrevs av Gilbert, 1898.  Pareques viola ingår i släktet Pareques och familjen havsgösfiskar. IUCN kategoriserar arten globalt som livskraftig. Inga underarter finns listade i Catalogue of Life.